# NCSM Mulgrave (J313)
Le NCSM  Mulgrave (pennant number J313) (ou en anglais HMCS Mulgrave) est un dragueur de mines de la Classe Bangor lancé pour la Royal Canadian Navy (RCN) et qui a servi pendant la Seconde Guerre mondiale.

## Conception
Le Mulgrave est commandé dans le cadre du programme de la classe Bangor de 1941-42 pour le chantier naval de Port Arthur Shipbuilding Company de Port Arthur en Ontario au Canada. La pose de la quille est effectuée le 15 décembre 1941, le Mulgrave est lancé le 2 may 1942 et mis en service le 4 novembre 1942.
La classe Bangor doit initialement être un modèle réduit de dragueur de mines de la classe Halcyon au service de la Royal Navy,. La propulsion de ces navires est assurée par 3 types de motorisation: moteur diesel, moteur à vapeur à pistons à double ou triple expansions et turbine à vapeur. Cependant, en raison de la difficulté à se procurer des moteurs diesel, la version diesel a été réalisée en petit nombre.
Les dragueurs de mines de classe Bangor version canadienne déplacent 683 tonnes en charge normale. Afin de pouvoir loger les chaufferies, ce navire possède des dimensions plus grandes que les premières versions à moteur diesel avec une longueur totale de 54,9 mètres, une largeur de 8,7 mètres et un tirant d'eau de 2,51 mètres. Ce navire est propulsé par 2 moteurs alternatifs verticaux à triple détente alimentés par 2 chaudières à tubes d'eau à 3 tambours Admiralty et entraînant deux arbres d'hélices. Le moteur développe une puissance de 2 400 chevaux-vapeur (1 790 kW) et atteint une vitesse maximale de 16 nœuds (30 km/h). Le dragueur de mines peut transporter un maximum de 152 tonnes de fioul.
Leur manque de taille donne aux navires de cette classe de faibles capacités de manœuvre en mer, qui seraient même pires que celles des corvettes de la classe Flower. Les versions à moteur diesel sont considérées comme ayant de moins bonnes caractéristiques de maniabilité que les variantes à moteur alternatif à faible vitesse. Leur faible tirant d'eau les rend instables et leurs coques courtes ont tendance à enfourner la proue lorsqu'ils sont utilisés en mer de face.
Les navires de la classe Bangor sont également considérés comme exiguës pour les membres d'équipage, entassant 6 officiers et 77 matelots dans un navire initialement prévu pour un total de 40.

## Histoire

### Seconde Guerre mondiale
Le Mulgrave  est mis en service le 4 novembre 1942 à Port Arthur (Ontario) et arrive à Halifax, en Nouvelle-Écosse, le 30 novembre où il est affecté à la Halifax Force (Force d'Halifax), la force de patrouille et d'escorte locale.
En juin 1943, le navire passe à la Western Local Escort Force (WLEF) (Force d'escorte locale de l'Ouest) en tant qu'escorte de convoi au sein du groupe d'escorte W-2 lors de la bataille de l'Atlantique. Le dragueur de mines reste avec l'unité jusqu'en février 1944, lorsque le navire est envoyé en Europe dans le cadre de la contribution du Canada à l'invasion de la Normandie. Traversant l'océan Atlantique via les Açores, le Mulgrave s'échoue à Horta, aux Açores, et doit être remorqué jusqu'à Greenock, en Écosse. Le navire est réparé à Ardrossan avant de rejoindre la 32e flottille de dragage de mines à Plymouth en avril. En juin, le navire est transféré à la 31e flottille de dragage de mines.
Pendant le débarquement de Normandie, les dragueurs de mines nettoient et marquent des chenaux à travers les champs de mines allemands menant aux plages d'invasion dans le secteur américain, le Mulgrave jouant le rôle de poseur de bouées de marquage pour le groupe,. La 31e flottille de dragage de mines a balayé le chenal 3 le 6 juin[10]. Les dragueurs de mines passent les mois suivants à nettoyer les voies de navigation entre le Royaume-Uni et l'Europe continentale. Le 8 octobre 1944, la 31e flottille de dragage de mines est en train de draguer les mines au large du Havre, en France, lorsque le Mulgrave subit une explosion. Le dragueur de mines vient d'heurter une mine et après que les efforts de contrôle des dommages aient sauvé le navire, le navire jumeau (sister ship) Blairmore prend le navire en remorque et le ramène au Havre.
Le Mulgrave est remorqué à Portsmouth où le navire est déclaré perte totale. La Marine royale canadienne place le navire en réserve à Falmouth en janvier 1945. Le Mulgrave est désarmé le 7 juin 1945 à Falmouth.

### Après-guerre
En mai 1947, le dragueur de mines est amené à Llanelly, au Pays de Galles, où il est échoué et démantelé,.

### Honneurs de bataille
- Atlantic 1943-1944
- Normandy 1944

### Participation auxconvois
Le Mulgrave a navigué avec les convois suivants au cours de sa carrière:
1. Convoi BX 39
2. Convoi BX 43
3. Convoi ETC 26
4. Convoi HX 236
5. Convoi HX 245
6. Convoi HX 247
7. Convoi HX 267
8. Convoi HX 272
9. Convoi ON 169
10. Convoi ON 176
11. Convoi ON 186
12. Convoi ON 187
13. Convoi ON 190
14. Convoi ON 212
15. Convoi ON 214
16. Convoi ON 217
17. Convoi ONS 6
18. Convoi ONS 13
19. Convoi ONS 15
20. Convoi SC 129
21. Convoi SC 132
22. Convoi SC 137
23. Convoi SC 139

### Commandement
- T/Lieutenant (T/Lt.) Dermot Thomas English (RCNR) du 4 novembre 1942 au 11 octobre 1943
- T/Lieutenant (T/Lt.) Ralph Morton Meredith (RCNR) du 11 octobre 1943 au 8 octobre 1944

Notes:
RCNR: Royal Canadian Naval Reserve